# Portorož

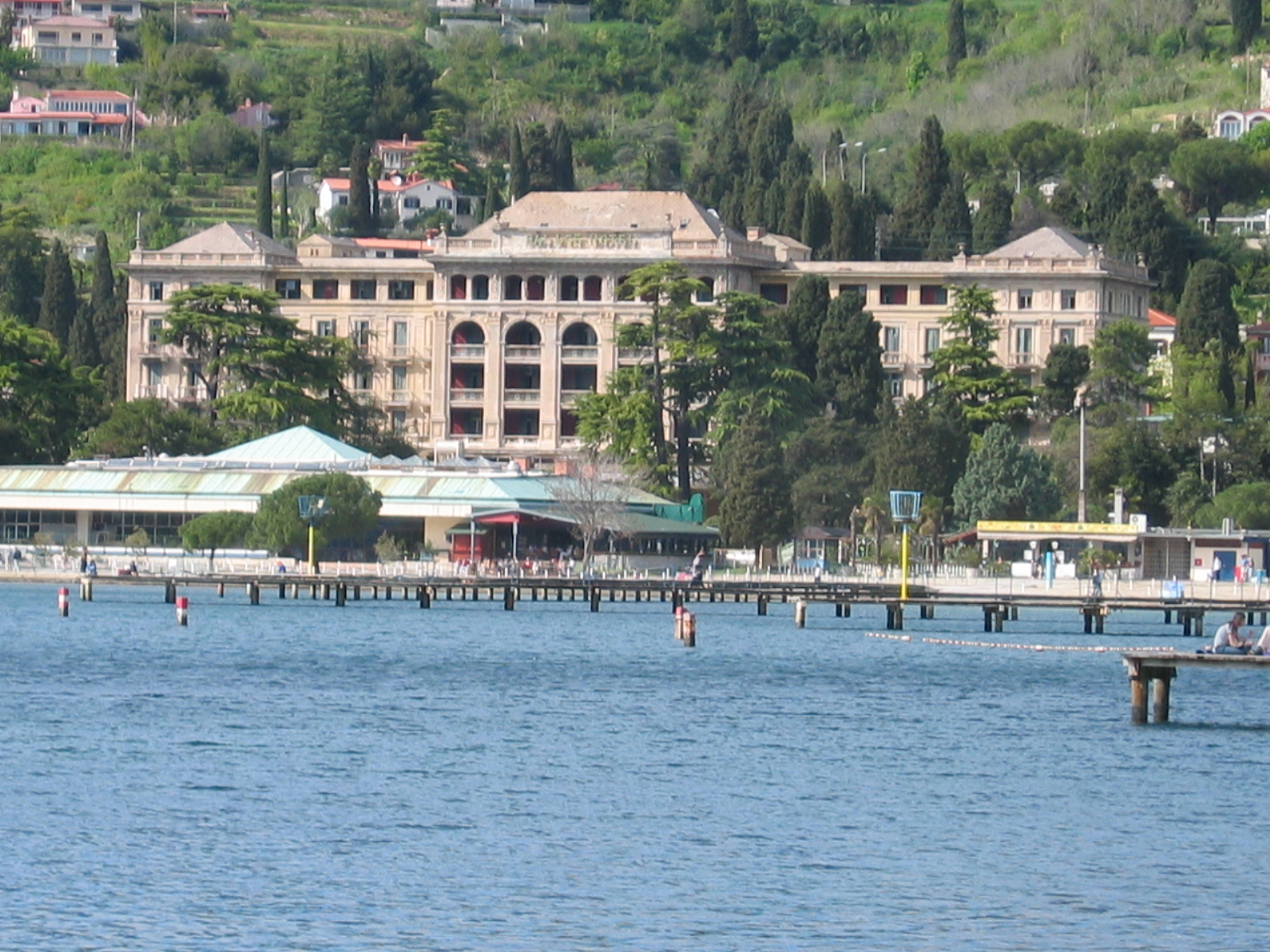
Hotel Kempinski Palace Portorož

Portorož (en italiano, Portorose) es una localidad eslovena situada en el municipio de Piran, en la región de Litoral-Karst. Tiene una población estimada, a inicios de 2024, de 3025 habitantes.
Es conocida por ser una de las ciudades balneario más importantes del país. Tenía gran popularidad ya en el siglo XX, cuando formaba parte del Imperio austrohúngaro.

## Historia
La historia del asentamiento está directamente relacionada con la de la ciudad vecina de Piran, con colonos ilirios que ya vivían allí en la era prehistórica. Fueron seguidos por tribus celtas, que más tarde fueron conquistadas y anexadas por el Imperio romano en 178 a. C. Los hallazgos arqueológicos sugieren que en este período se construyeron en la zona muchas granjas y villas, también llamadas villae rusticae. Solo después de la desaparición del imperio se produjo un gran desarrollo de la zona, con un aumento del número de colonos que buscaban refugio de los ataques de los bárbaros.
En el siglo VII, la zona formaba parte del Imperio bizantino. Debido al creciente descontento con el gobierno feudal, así como al creciente poder de la República de Venecia, el asentamiento de Piran firmó un tratado comercial con Venecia, que incluía un menor grado de autonomía.
Una de las primeras órdenes religiosas que llegó a esta zona fue la Benedictinos. En el siglo XII, la región en general ya contaba con cuatro monasterios e incluso más iglesias. Entre ellas, una de las más antiguas fue la iglesia de Nuestra Señora del Rosario, que se encontraba junto a la bahía a principios del siglo XIII. Su nombre era Sancta Maria Roxe o S. Maria delle Rose, y en 1251 la bahía recibió el nombre de Portus sanctae Mariae de Rosa.
Uno de los papeles más importantes en la historia del asentamiento fue el monasterio de San Lorenzo, donde los benedictinos curaban enfermedades reumáticas, ascitis y otras enfermedades con agua salada concentrada y barro salino. En 1210, la zona fue tomada por el Patriarcado de Aquileia.
En el siglo XIII, Pirano entró en una breve guerra desde diciembre de 1282 hasta enero de 1283, en la que fue derrotada por la República de Venecia.
Durante el segundo dominio veneciano, a diferencia de otras ciudades de la península de Istria, fue leal al dominio veneciano y, como tal, obtuvo privilegios especiales dentro de la república, lo que a su vez provocó un auge de la economía local. En 1797, el dominio veneciano llegó a su fin cuando el Imperio austríaco se apoderó de la zona durante un breve período hasta 1806. De 1806 a 1813, toda la península de Istria pasó a formar parte de las provincias de Iliria.
Siguió un período de crecimiento económico durante el segundo gobierno austríaco, con la ampliación del comercio y salinas de importancia local en las cercanas Lucija y Sečovlje. A raíz de la Gran Guerra Primera Guerra Mundial, el Tratado de Rapallo determinó que la península de Istria sería a partir de ese punto parte del Reino de Italia.
Bajo el gobierno real y luego fascista, la zona se encontró en medio de un declive económico y conflictos civiles entre la población y el estado. En la Segunda Guerra Mundial, la zona no había visto mucha acción, aunque el importante centro industrial de Trieste sufrió múltiples bombardeos. Después de la guerra, el asentamiento se encontró en el Territorio Libre de Trieste administrado por Naciones Unidas. Después de la disolución del estado de Trieste pasó a formar parte de la República Federativa Socialista de Yugoslavia.
Tras la Guerra de los Diez Días, con la independencia de Eslovenia, Portorož pasó a ser territorio de dicho país.